# Гусиное (Половинский район)
Гусиное — деревня в Половинском районе Курганской области. Входит в состав Яровинского сельсовета.

## История
До 1917 года входила в состав Батыревской волости Курганского уезда Тобольской губернии. По данным на 1926 год состояла из 39 хозяйств. В административном отношении входила в состав Батыревского сельсовета Лопатинского района Курганского округа Уральской области.

## Население
| 1989 | 2002 | 2010 |
| ---- | ---- | ---- |
| 132  | ↗135 | ↘27  |

По данным переписи 1926 года в деревне проживало 180 человек (94 мужчины и 86 женщин), в том числе: русские составляли 24 % населения, украинцы — 62 %.